# Marrowbone
Marrowbone – jednostka osadnicza w Stanach Zjednoczonych, w stanie Kentucky, w hrabstwie Cumberland.